# Demeljoch
Das Demeljoch ist ein langgestreckter Bergrücken im Vorkarwendel südöstlich von Fall. Der Rücken besteht aus drei Gipfeln, dem Dürrnbergjoch (1835 m ü. A.), dem Demeljoch (1924 m ü. A.) und dem Zotenjoch (1881 m ü. A.). Über den Gipfel des Demeljochs verläuft von Nord nach Süd die Landesgrenze Bayern – Tirol bzw. Deutschland – Österreich. In der Nähe des Demel-Hochlegers steht der Grenzstein Nr. 209 von 1557. Der Hauptgipfel ist vom Dorf Fall (773 m ü. A.) am Sylvensteinspeicher als unschwierige Bergtour erreichbar.

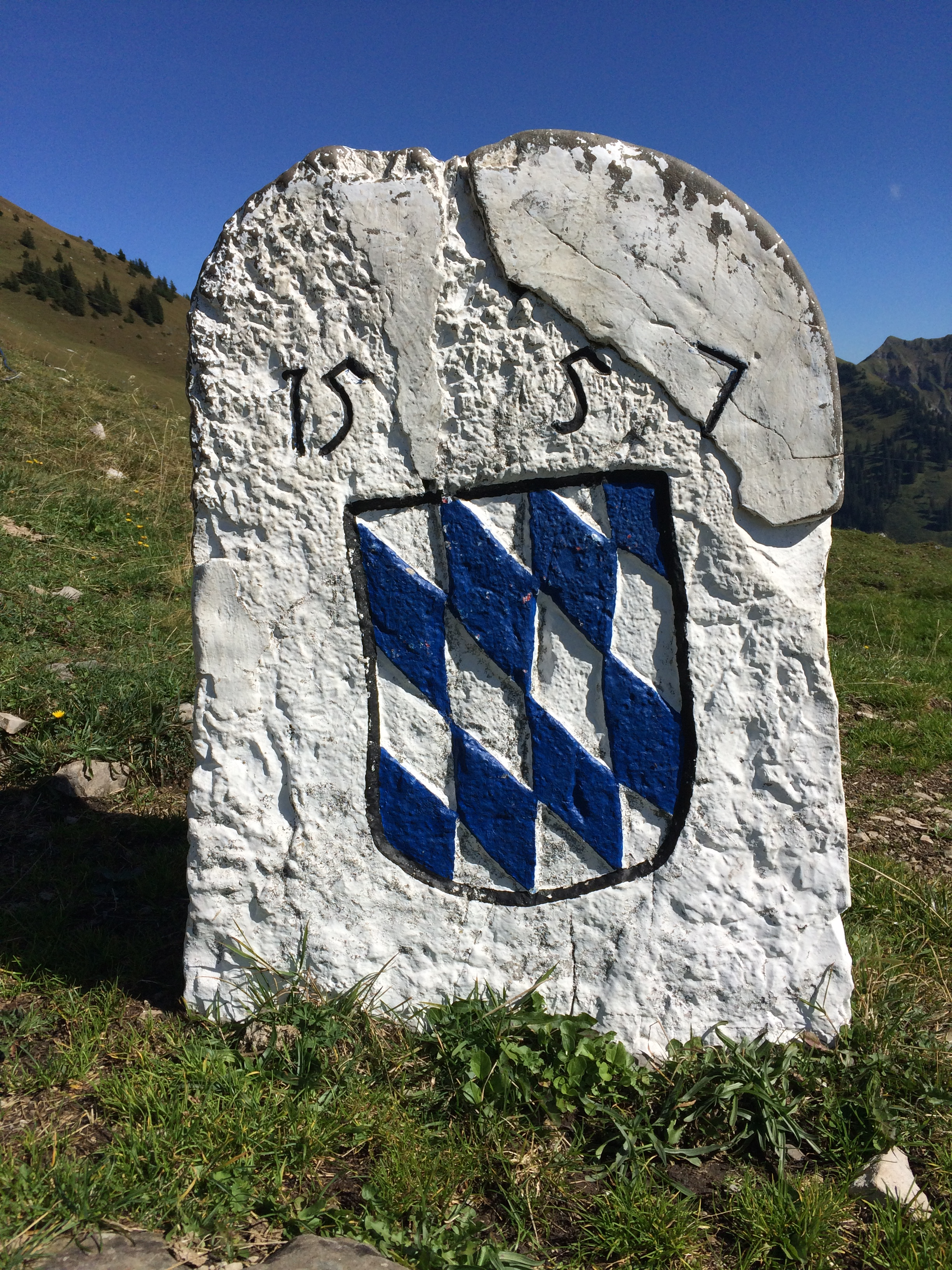
Grenzstein am Demel-Hochleger